# Giovanni Talami
Giovanni Talami (Modena, 21 marzo 1955 – Genova, 29 giugno 2019) è stato un calciatore italiano, nel ruolo di difensore centrale o stopper.

## Carriera

### Giocatore
Esordì all'età di 17 anni nelle file di un Modena appena retrocesso in Serie C1 e con il quale militò fino al 1974, anno in cui venne ceduto in prestito al Cattolica, tra i dilettanti.
Reputato un giovane interessante, venne acquistato dalla Fiorentina nel gennaio del 1975, salvo poi esser ceduto nell'ottobre dello stesso anno alla Cremonese senza aver disputato neppure una partita nel campionato di Serie A.
Alla Cremonese ottenne subito il posto da titolare a fianco di personalità del calibro di Prandelli, Mondonico e Cabrini, giocando nella stagione 1976-1977 35 partite e segnando un gol. La squadra grigiorossa, che vantò la miglior difesa del suo girone, vinse il campionato e ottenne la promozione tra i cadetti.
A seguito di questa stagione la Sampdoria, allora capitanata da Marcello Lippi, acquistò Talami; militò tra i blucerchiati per due stagioni in cadetteria, fino al termine della stagione 1979-1980. Vittima di un infortunio, da quel momento militò nelle serie minori con Ternana, Casertana, Livorno, Savona, Cairese e Sammargheritese
In carriera ha totalizzato complessivamente 69 presenze in Serie B, con una rete in occasione del pareggio interno della Cremonese con il Bari del 12 marzo 1978.

### Allenatore
Nella stagione 1988-1989 allenò l'Entella Bacezza di Chiavari.

## Dopo il ritiro
Nel 1978  s'iscrisse all'ISEF di Genova e, successivamente al conseguimento dell'abilitazione, divenne docente di educazione fisica presso il liceo scientifico cittadino "Leonardo Da Vinci".

### Vita privata
Si è sposato a Genova nel 1992 e ha avuto due figli, Matilde e Gabriele. Ha insegnato al liceo Scientifico "Leonardo Da Vinci", e alcune volte è comparso come commentatore sportivo.

## Palmarès

### Competizioni nazionali
- Serie C: 1

Cremonese: 1976-1977